# Tomasz ze Lwowa
Tomasz ze Lwowa, Thomas de Illeye OP (ur. ?, zm. po 1359) – duchowny rzymskokatolicki, dominikanin, pierwszy biskup lwowski.

## Biografia
Nie jest znane jego pochodzenie. Niektóre źródła przypuszczają, że był Ormianinem ze Lwowa. Jako argument wskazują na pojawiający się w pismach kancelarii papieskiej przymiotnik de Illeye, który może być zniekształconym de Illove (tzn. ze Lwowa). W tym okresie występują również inni biskupi obrządku łacińskiego pochodzący z katolików ormiańskich, więc obecność Ormianina w Awinionie nie jest wykluczona.
11 stycznia 1359 papież Innocenty VI prekonizował go biskupem lwowskim. Sakry biskupiej udzielił mu biskup Palestriny i wicekanclerz Świętego Kościoła Rzymskiego kard. Pierre Desprès.
13 marca 1359 papież polecił bp. Tomaszowi udanie się do swojej diecezji, jednak polecenie było tylko formalnością. Bp Tomasz pozostał na dworze papieskim w Awinionie, gdzie zajmował się sprawami kościelnymi Anglii. Był również biskupem pomocniczym w Anglii. Do diecezji lwowskiej nigdy nie przybył.
Brak daty opuszczenia lwowskiej katedry.